# Pineta (Laives)
Pineta (Steinmannwald in tedesco) è una frazione di 2.205 (01.01.15) abitanti del comune italiano Laives, nella provincia autonoma di Bolzano. La frazione si trova a nord rispetto alla cittadina, sotto la frazione La Costa. Proseguendo verso Bolzano si incontrerà San Giacomo.

## Geografia fisica

### Territorio
La frazione di Pineta è divisa in tre distinti raggruppamenti di case: Pineta centro (Steinmannwald-Zentrum), dove si trova la chiesa parrocchiale, la scuola elementare, le principali fermate dei mezzi di trasporto pubblico e la maggior parte delle attività commerciali, Pineta Monte (Steinmannwald-Berg), collegata con il citybus della compagnia S.A.S.A. sulla linea 117 Pineta-Laives e Pineta Toggenburg (Steinmannwald-Toggenburg) di recentissima costruzione e ancora in fase di completamento.
Il parco presso la zona sportiva separa Pineta dall'insediamento di Pineta Nuova (Pineta Monte) costruito negli anni settanta lungo la strada che porta a Seit (La Costa) e la zona Toggenburg in fase di costruzione. Oggi Pineta di Laives è un paese di oltre 2.000 abitanti.
La vicinanza con Bolzano ha contribuito alla crescita di Pineta negli ultimi anni. In pochi minuti, in macchina o con gli autobus di linea, si raggiunge il capoluogo dell'Alto Adige. Con la realizzazione della circonvallazione nel 2008, Pineta è stata liberata dal traffico di passaggio. Lungo via Brennero ci sono ora un parco giochi, un percorso pedonale alberato e una pista ciclabile.

## Storia
Il toponimo deriva dal maso storico Steinmann, attestato nel 1764 come Stainmanhof zu Leifers e nel 1795 come Stainmannhof zu Leifers, sottolineando come la zona facesse da sempre parte della comunità di Laives. Pineta è una forma più recente, attestata solo dal dopoguerra.
La zona sotto il Montestretto (Schmalberg), coperta da pinete e vigneti, sin dal medioevo apparteneva agli storici masi Renner e Steinmann. Il paese di Pineta di Laives è nato solo negli anni '50 e '60 del secolo scorso, con le case costruite dalle famiglie pioniere provenienti per gran parte dai comuni sulla foce dell'Adige e da famiglie provenienti dai comuni del Polesine. Anche la chiesa di San Giuseppe artigiano con il suo particolare campanile in cemento, risale agli anni sessanta, ed è un esempio dell'architettura moderna di quelli anni.
Il paese era la sede, fino alla sua dismissione nel 1994, della rinomata ditta di pianoforti Schulze-Pollmann.

## Cultura
Tra le varie associazioni culturali del paese, quello più noto è il Gruppo Carnevalesco di Pineta, che ogni anno organizza la famosa sfilata del Carnevale di Laives. Gli amanti di musica e teatro trovano a Pineta vari eventi e manifestazioni nel corso dell'anno.

## Economia
Nella frazione sono presenti numerosi negozi, bar, ristoranti, pizzerie, una banca e anche due Hotel e una pensione. Fa parte della frazione anche la zona artigianale Vurza (Gewerbegebiet Wurzer) a nord del Paese. Per quanto riguarda l'artigianato, importante e rinomata è la produzione di pianoforti.